# Мировий суддя
Мировий суддя (фр. justice de paix, англ. justice of the peace) — особа, яка має повноваження розглядати справи в мирових судах. Це місцеві судові органи нижчої ланки, які мають обмежену юрисдикцію та розглядають малозначимі справи за спрощеною процедурою чи кримінальні справи у першій інстанції та здійснюють попередній розгляд справ у злочинах, що переслідуються за обвинувальним актом.

## Походження та приклади

### Велика Британія
Родоначальницею мирового суду вважають Англію. Його походження відносять до королівської прокламації 1195 року, за якою у підмогу шерифам стали призначатися наділені адміністративними та поліцейськими функціями «лицарі миру». З відмиранням посади шерифа у XIV ст. «стражі миру», як їх тоді стали називати, набули й судових повноважень. Термін «мирові судді» став офіційним після 1361, коли створено посаду мирового судді у її сучасному значенні. Мирових суддів призначали з-поміж шанованих і законослухняних місцевих жителів, часто, за традицією, без юридичної освіти. Посада мирового судді в Англії почесна, а отже, неоплачувана. Характерною особливістю англійського мирового суду було і залишається поєднання функцій адміністративних (видача наказів про арешт і виклик до суду, проведення попереднього розгляду про злочин, що переслідується на підставі обвинувального акту) і судових у формі сумарної юрисдикції (розгляд справ без присяжних).
Інститут мирових судів отримав довіру громадян і зберігся дотепер під назвою «магістратський суд» (magistrates' court) в правових системах Англії, Вельсу та Північної Ірландії та під назвою «суд мирових суддів» (justice of the peace court) у правовій системі Шотландії.

### Російська імперія
У Російській імперії мирові суди створені відповідно до судової реформи 1864 року. Розглядали дрібні злочини, за які передбачалося тюремне ув'язнення до одного року, та цивільні справ з ціною позову до 500 рублів. Суддів обирали терміном на три роки повітові земські збори або міські думи з-поміж осіб, що мали майновий та освітній цензи.